# Octave Lapize

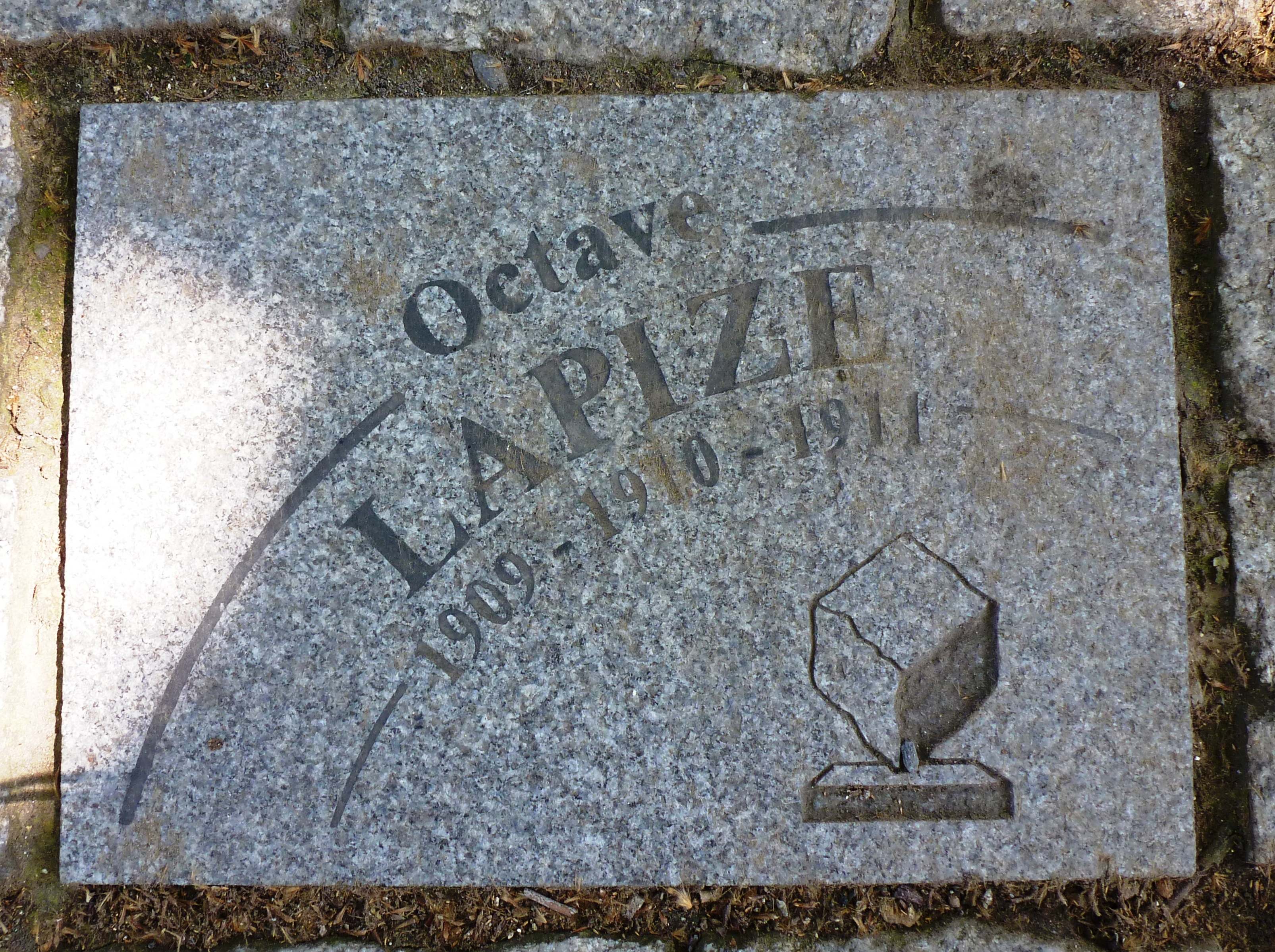
Octave Lapizes gatsten på Espace Charles Crupelandt i Roubaix.

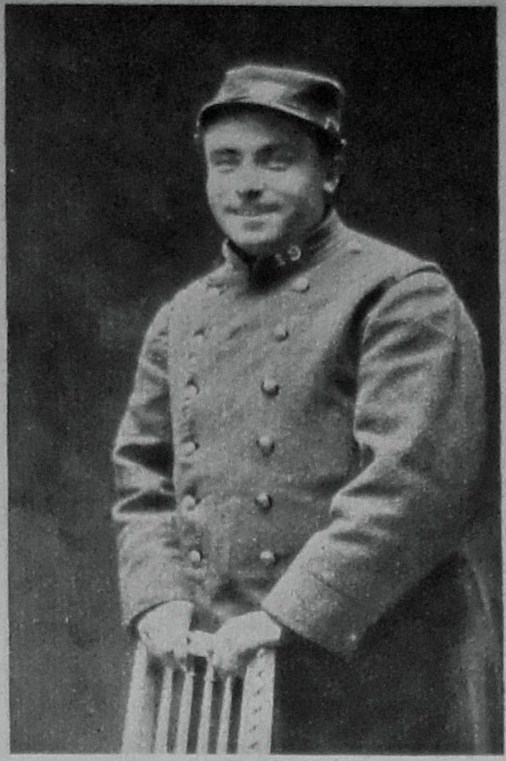
Octave Lapize i uniform 1915.

Louis Octave Lapize, född den 24 oktober 1887 i Paris fjortonde arrondissement, död den 14 juli 1917 i Toul, var en fransk tävlingscyklist som blev professionell efter att ha blivit bronsmedaljör i 100 km cykling på bana vid Olympiska spelen i London 1908. Som professionell märks speciellt segern i Tour de France 1910, vinsterna i Paris–Roubaix tre år i rad (1909, 1910 och 1911), samt vinster både vid franska mästerskapen och i Paris–Bryssel samma år tre gånger i rad (1911, 1912 och 1913). Därtill vann han även Paris–Tours 1911 och tog sammanlagt sex etappsegrar i Tour de France under karriären.
Nästan lika känd som för sina segrar, är Lapize för att ha kallat Tour de Frances loppsdirektör, Henri Desgrange (Tourens skapare och chefredaktör för L'Auto), för "mördare" i samband med den tionde etappen 1910 (den första etapp som gick över pyrenéiska bergspass som Col du Tourmalet och Col d'Aspin). Hur detta gick till har beskrivits på olika sätt, men det som ligger närmast källan är väl vad som skrevs i L'Auto dagen efter etappen, där det uppges att när Desgranges assistent, Adolphe Steinès, frågade vad Lapize tyckte om etappen, fick han svaret Desgrange est un assasin ("Desgrange är en mördare").
1914 bröt första världskriget ut och Lapize, som inte blivit inkallad eftersom han var döv på ena örat, skrev in sig som frivillig och sökte sig till flygvapnet där han med tiden blev stridspilot. Under ett uppdrag vid västfronten blev hans plan nerskjutet och Lapize avled på militärsjukhuset i Toul av skadorna han ådragit sig.

## Meriter

### Amatör
1908
 3:a i 100 km vid Olympiska spelen

### Professionell – Landsväg
| 1909 Vinnare av Paris–Roubaix Vinnare av Milano–Varese 4:a i Giro di Lombardia 4:a i Giro dell'Emilia 4:a vid Franska mästerskapen 1910 Vinnare totalt av Tour de France Vinnare av etapperna 5, 9, 10 och 14 Vinnare av Paris–Roubaix 2:a i Paris–Bryssel 1911 Fransk mästare i linjelopp Vinnare av Paris–Roubaix Vinnare av Paris–Bryssel Vinnare av Paris–Tours 2:a i Paris–Brest–Paris | 1912 Fransk mästare i linjelopp Vinnare av Paris–Bryssel Vinnare av etapp 6 i Tour de France 4:a i Paris–Roubaix 1913 Fransk mästare i linjelopp Vinnare av Paris–Bryssel 1914 Vinnare av etapp 8 i Tour de France 4:a vid Franska mästerskapen |

### Professionell – Bana
1912
Vinnare av Bryssels sexdagars med René Vandenberghe
Världsrekord på 100 km bakom tandem (2h02'03")
Världsrekord på en timme bakom tandem (50 925 m)